# Пісня козака Плахти
Пісня козака Плахти (інша розповсюджена назва — «Про козака і Кулину») — народна пісня та балада староукраїнською мовою. Написана близько 1612 року, а в 1625 році повністю надрукована в польському збірнику сатиричних творів Яна Дзвоновського у Кракові. Пісня надрукована готичним шрифтом у польській транскрипції. Це одна з перших відомих нині публікацій українських народних пісень. Важлива пам'ятка народної творчості початку XVII століття.

## Перший куплет

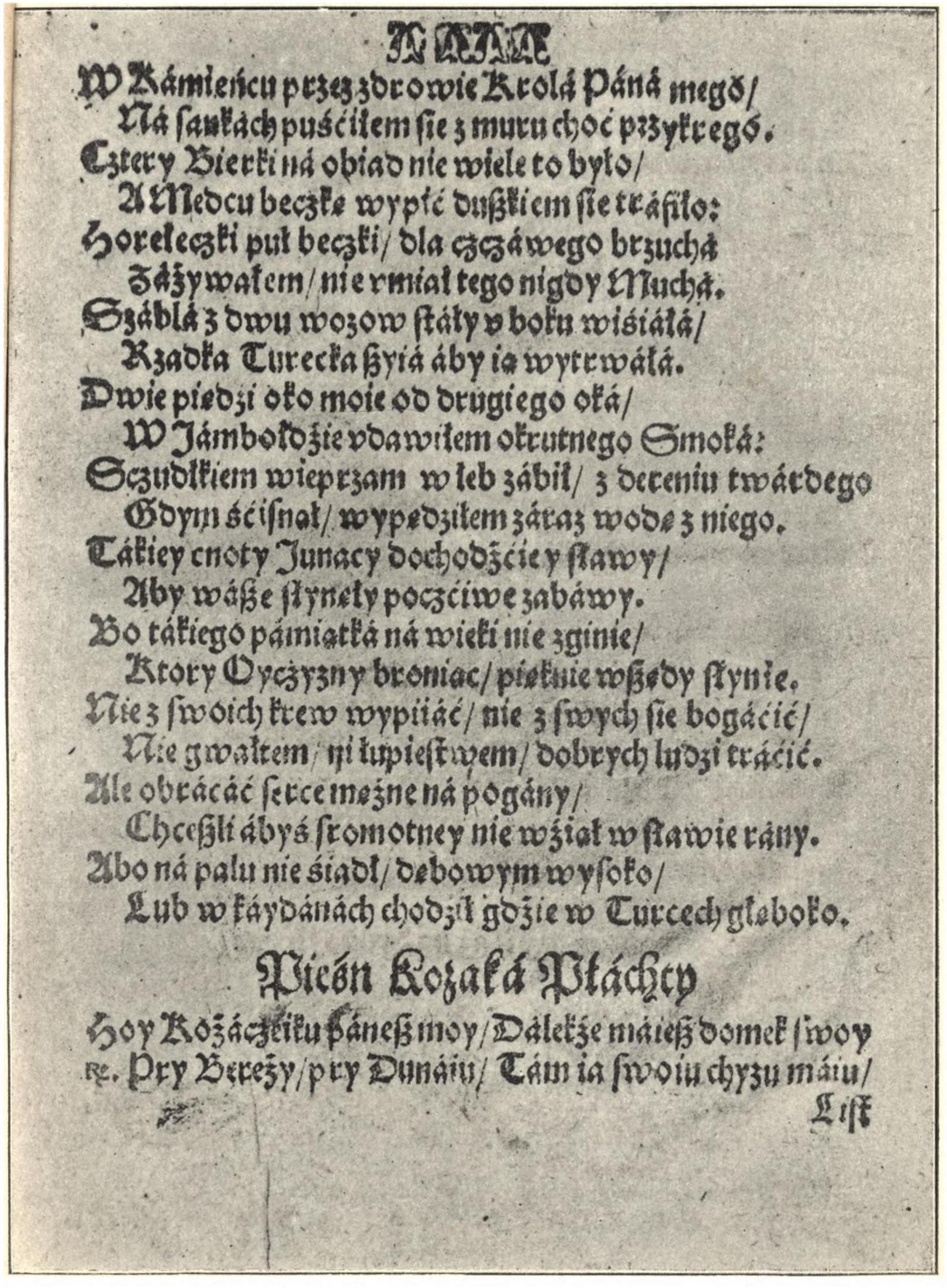
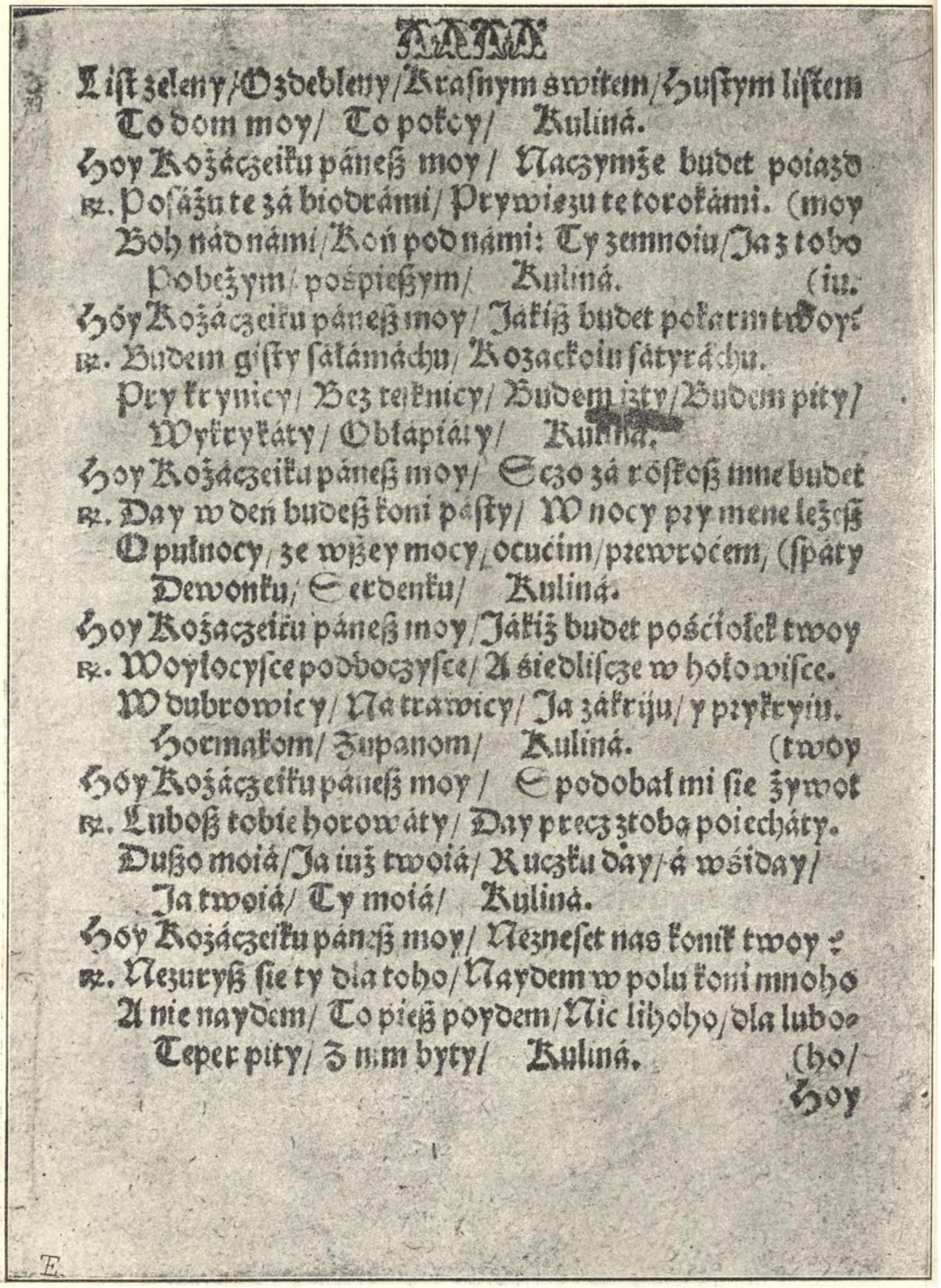
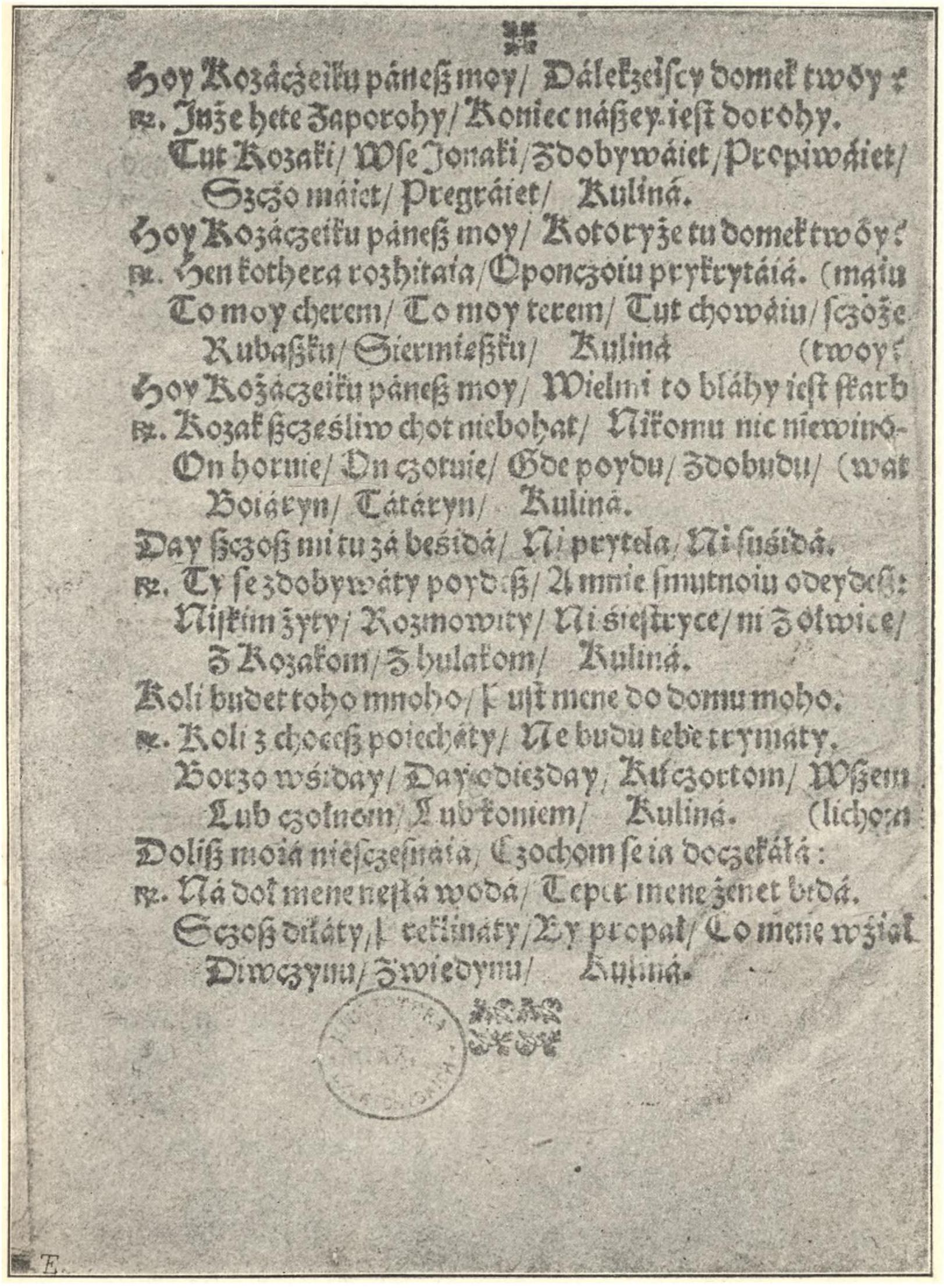